# Frislandia
Frislandia (también Frisland, Frischland, Friesland, Freezeland o Frixland), literalmente isla de Frisia, es una isla fantasma que figura en la mayoría de los mapas y cartas náuticas del océano Atlántico Norte dibujadas entre 1560 y 1660. Su ubicación se suponía entre Islandia y Groenlandia.

## Descripción
Actualmente se cree que Frislandia fue sencillamente un nombre dado inicialmente a Islandia. El primer mapa documentado en presentar las dos como islas distintas fue el del italiano Nicolò Zeno de 1558, error que fue sistemáticamente reproducido en todos los mapas siguientes hasta 1660. Con base en estos mapas se llevaron a cabo algunas expediciones, que sin embargo no han ocasionado su exclusión de los mapamundis. De hecho, su inclusión en las cartas náuticas se seguía difundiendo ocasionalmente hasta el siglo XVIII. Solo a partir de exploraciones más minuciosas de la región, principalmente por franceses y británicos, es cuando se eliminó por completo la existencia de la isla de los mapas.
En una posición próxima también se suponía la existencia de la mítica isla de San Brandán. Pese a su nombre, no debe confundirse con las islas de Frisia, un archipiélago del mar de Frisia, repartido entre los actuales Países Bajos, Alemania y Dinamarca.
- Datos: Q930506
- Multimedia: Old maps of Frisland / Q930506